# Inês Henriquesová
Inês Pereira Henriquesová (* 1. května 1980) je portugalská atletka, mistryně světa v chůzi na 50 km z roku 2017.

## Sportovní kariéra
Na vrcholných světových soutěžích startovala v závodech na 20 kilometrů chůze, většinou skončila v druhé desítce finalistek (nejlepšího umístění dosáhla na světovém šampionátu v Ósace v roce 2007, kdy došla do cíle sedmá).
Dne 15. ledna 2017 vytvořila první oficiální světový rekord v chůzi na 50 kilometrů časem 4:08:26. V srpnu téhož roku zvítězila v Londýně při premiéře závodu žen na 50 kilometrů chůze na světovém šampionátu. Její čas 4:05:56 znamenal vylepšení světového rekordu. V následující sezóně tento úspěch zopakovala při svém startu na mistrovství Evropy v Berlíně, kde se uskutečnila premiéra této disciplíny v evropském měřítku.